# Благословение

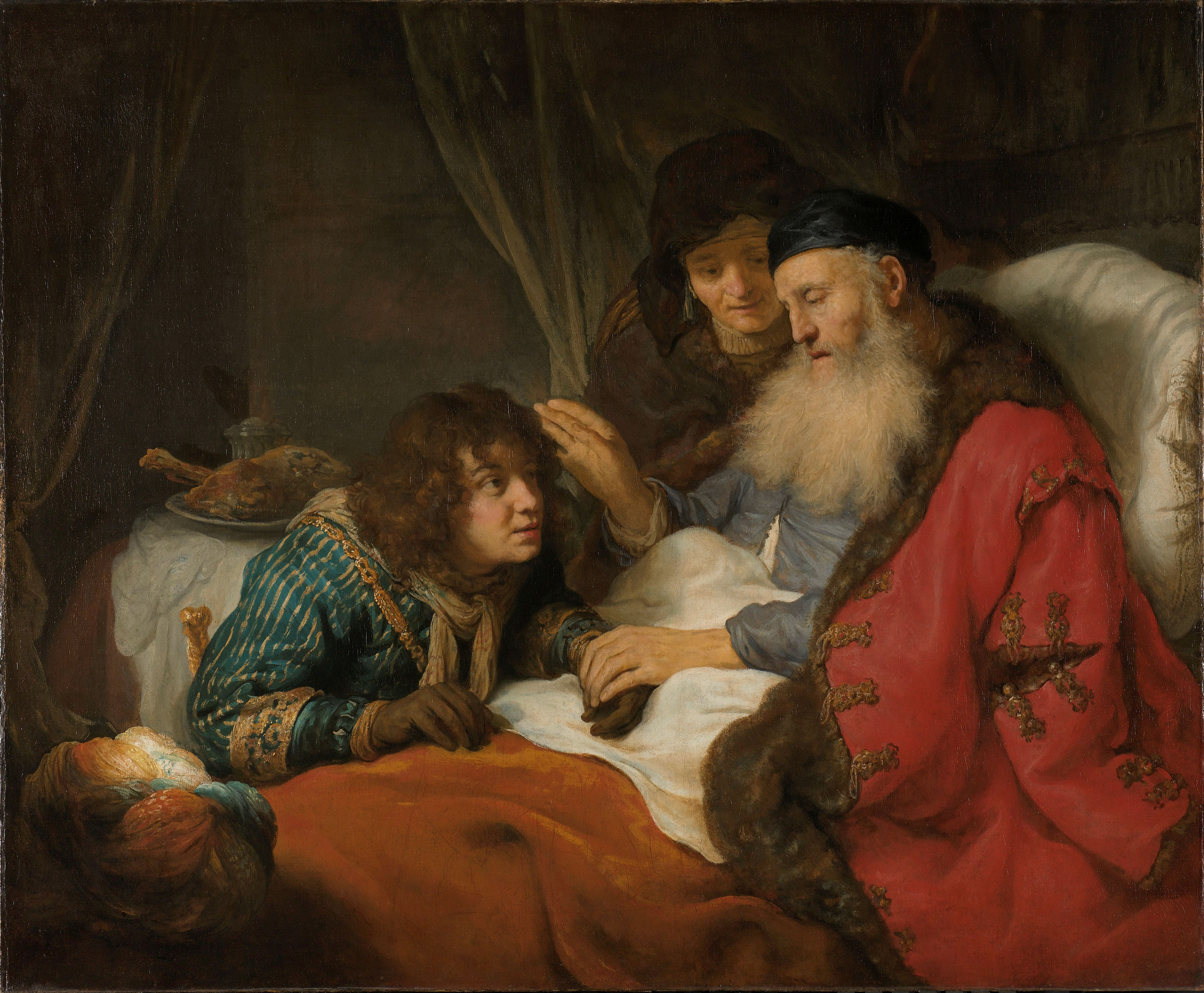
«Исаак благословляет Иакова».
Говерт Флинк, 1638.

Благослове́ние (через церк.-слав. благослове́нiе — калька, от др.-греч. εὐλογία, от εὑ- — «благо» и λόγος —«слово»; лат. benedictio, от bene — «хорошо» и dicere — «говорить») в религиозном смысле — славословие, которое человек возносит Богу, воздавая Ему хвалы за Его неизречённую благость («Благословен Бог наш всегда, ныне и присно и во веки веков. Аминь») или же пожелание успеха, счастья, долголетия в адрес другого человека. Является многозначным термином.
В Библии записано «возлюбил проклятие — оно и придёт на него. Не восхотел благословения — оно и уйдёт от него» (Пс. 108:17), то есть речь здесь идёт о том человеке, который не пожелал пребыть в благости и благодати Божьей.
Благословение — ответ наставника на просьбу (например, христианского монаха к игумену) о дозволении на какое-либо действие, — модель поведения, которую позже применяли к Богу.

## Авраамические религии

### Христианство

#### Католичество

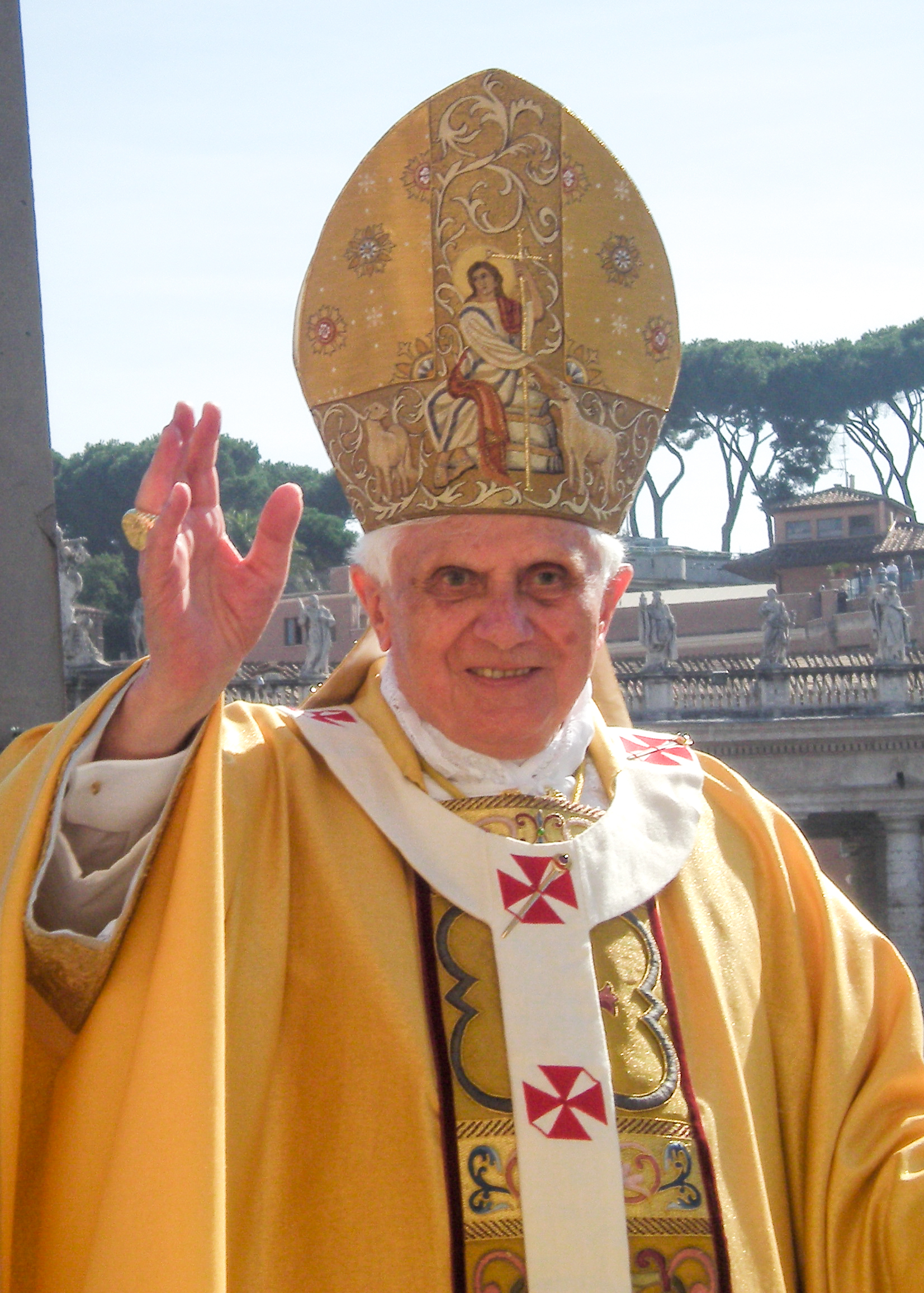
Папа римский благословляет молящихся

В латинском обряде Римско-католической церкви всегда имеет смысл призывания благодати Божией на людей, предметы или определённые действия, в частности:
- Осенение крестным знамением верующих. Совершается священником или епископом в конце мессы и иных богослужений со словами «во имя Отца и Сына и Святого Духа».
- Призывание священником Божией благодати на начало какого-либо дела, так священник может благословить перед путешествием, началом учёбы.
- Благословение предметов как культового, так и бытового назначения (на Западе термин «благословение» в этом значении соответствует восточному термину «освящение») — воды, крестов, икон, жилища. Благословение некоторых предметов может входить в состав других богослужений, например, на Пасхальной службе благословляются пасхальный огонь и зажигаемая от него пасхальная свеча.

Исторически тексты благословений римского обряда собирались в отдельной книге, называемой «бенедикционалом». Исключение составляли благословения, входившие в состав других богослужений; они публиковались в миссале, вместе с остальным текстом службы. В 1984 году был издан последний по времени бенедикционал (De benedictionibus).

#### Православие
В православном христианстве:

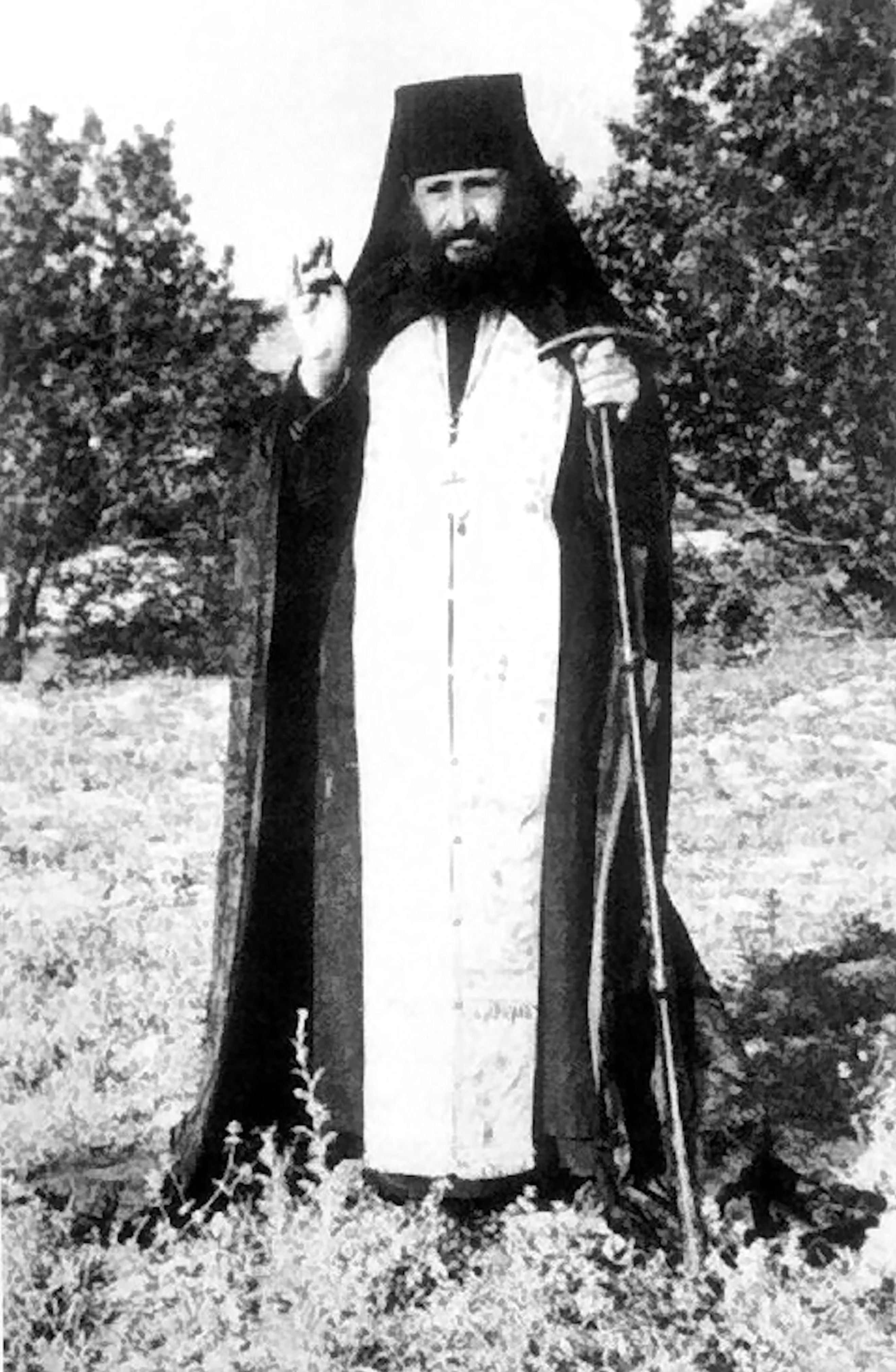
Благословение греческого священника

- Благословение (восхваление) Бога, совершаемое епископами, священниками или мирянами и сопровождающееся внешним знаком правой (как правило) рукой, которая возлагается сперва на лоб, потом на живот, на правое и левое плечо человека, изображая через это крестное знамение. Действо необходимо для того, чтобы человеку, просящему посредством священника чего-либо у Бога Господь Сам дал благословение. Таким образом Бог благословляет человека через то, что человек сам сначала благословляет Бога. Именно такая модель используется в Библии. У греков священник при благословении говорит: О Кириос, то есть «Господь». Это сокращённый вариант ответа: «Господь благословен»[9]. В современной греческой традиции десница лишь простирается в сторону благословляемого.
- Возглас священника или архиерея, которым начинается богослужение. Различаются возгласы: литургийный («благословенно Царство…»; им же начинаются чин крещения и чин венчания), Всенощного бдения и Утрени («Слава Святей…») и обычный («Благословен Бог наш всегда ныне и присно…»; перед остальными богослужениями).
- Осенение крестным знамением верующих, совершаемое одной (священником) или двумя (епископом) руками в именословном перстосложении в определённые моменты богослужения с возгласом «мир всем» и иными.
- Благословение колива[10] и некоторых других предметов.
- В речевом обиходе также обозначает дозволение священноначалия к совершению того или иного действия. Благословением патриарха, Синода, епархиального архиерея строятся и освящаются храмы, начинаются священнодействия.

#### Протестантизм
В протестантизме упор делается не на то, что благословение — это только лишь «пожелание благ», а на то, что благословение — особенное состояние жизни человека, которое Бог даёт своим детям. Состояние это характеризуется успехом в духовной жизни (сторонники «евангелия процветания», в том числе харизматы, добавляют — и в материальной), общим благополучием, прозрениями в духовные истины, скрытые в Библии, умением применить истины Писания в повседневной жизни на благо принимающих Благую Весть.

### Иудаизм

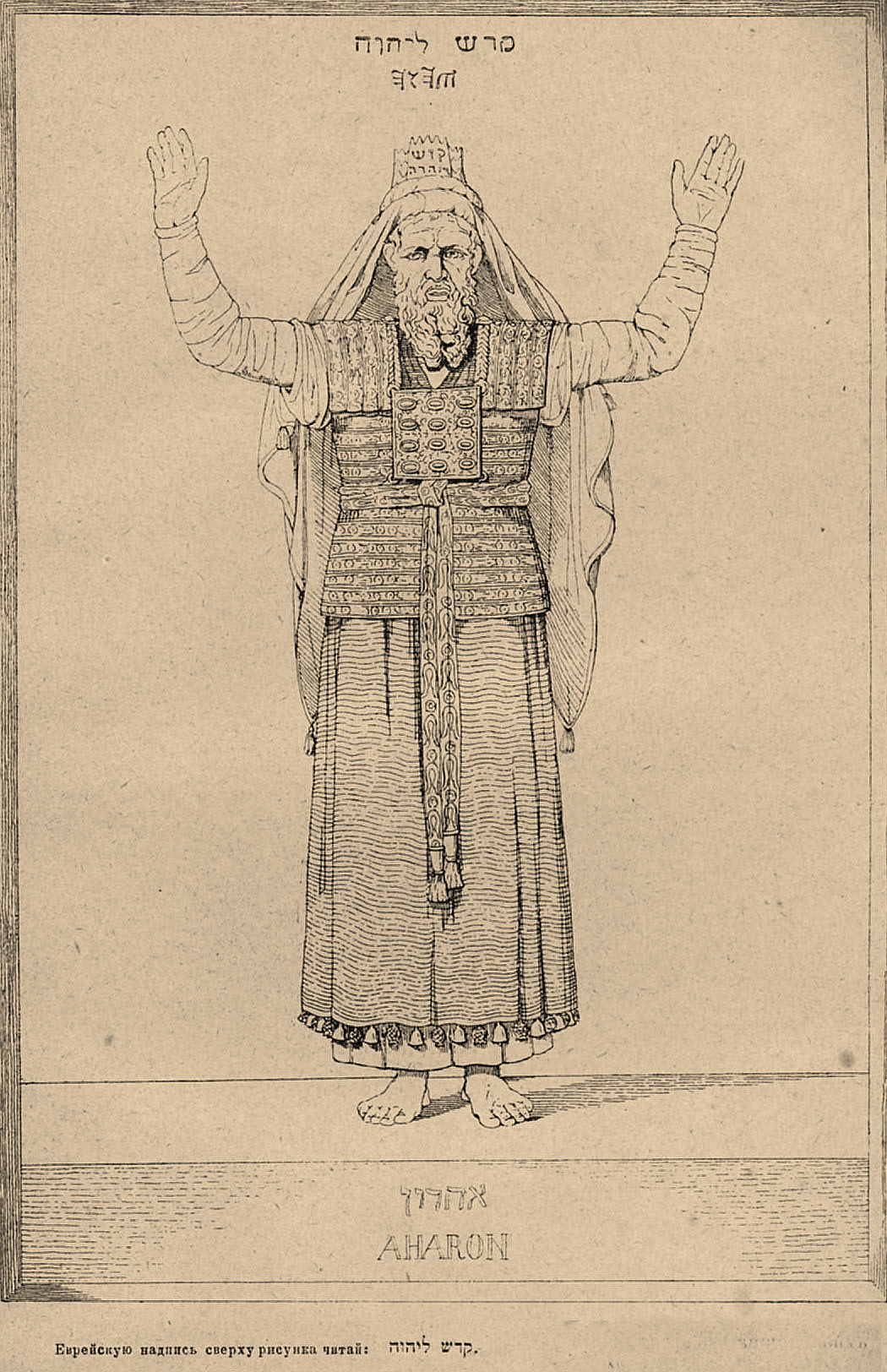
Реконструкция предположительной позы при библейском благословении, рисунок из энциклопедии Брокгауза и Эфрона

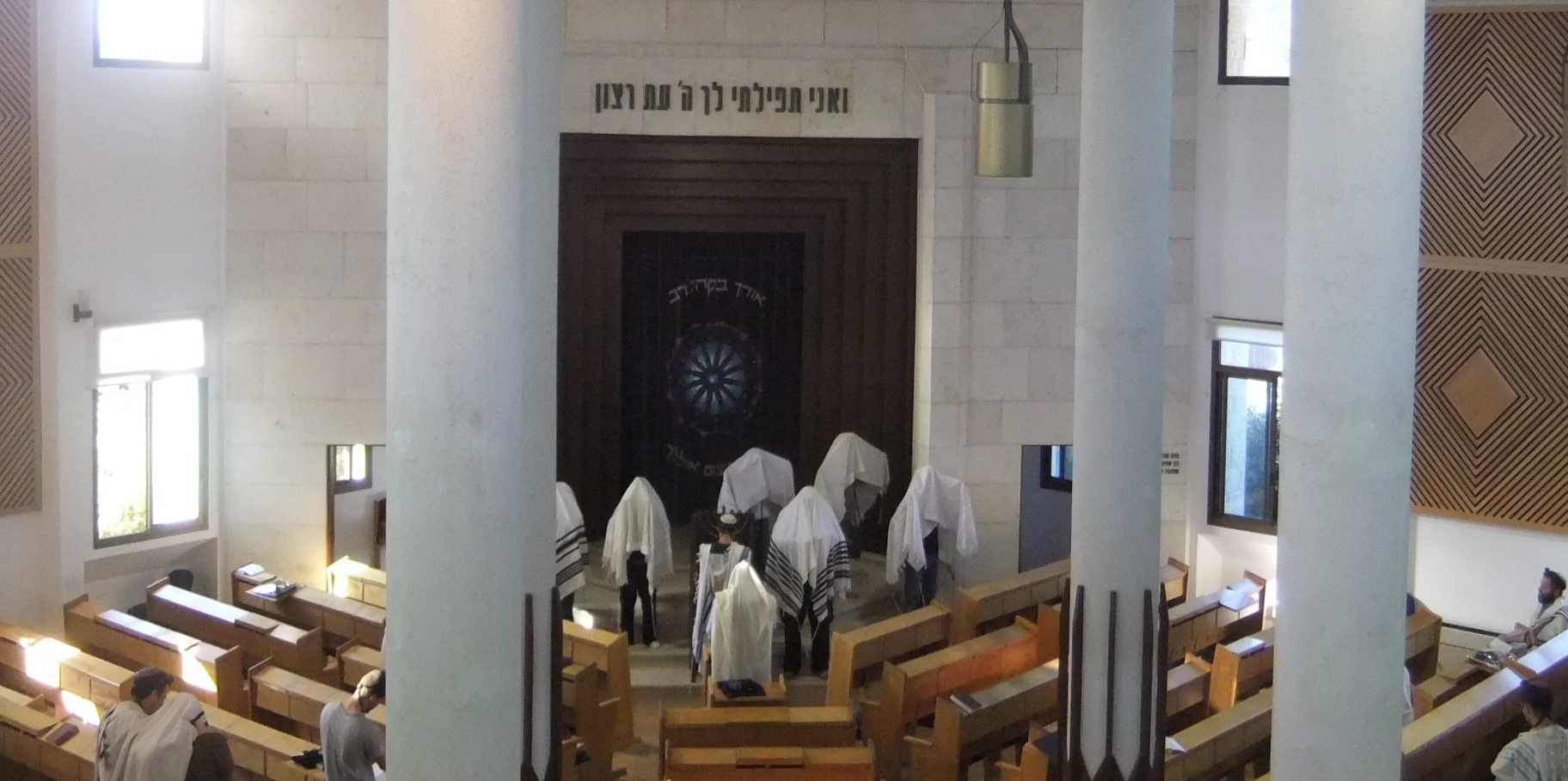
В настоящее время потомки священников, накрывшись, благословляют библейским тройным благословением молящихся евреев во время утреннего богослужения в синагоге —

Браха в иудаизме — молитвенное пожелание успеха, счастья, долголетия человеку. Обычай благословлять людей ведёт начало из глубокой древности и, вероятно, основывается на том благословении, которое Бог, согласно Библии, дал иудейским прародителям (Быт. 1:28, 9:1). Иудейские патриархи перед смертью торжественно благословляли своих детей и потомков (27:27—29). Что касается обряда благословения, то у евреев он состоял в поднятии правой руки (или обеих рук) и в возложении их на голову благословляемого (48:15; Лев. 9:22). Такой же видимый знак употреблял и Иисус Христос, когда благословлял детей (Мк. 10:16) и всех учеников при Своём вознесении на небо (Лк. 24:50). Символом благословения в каббале является буква бет
- Аароново благословение — благословение от евреев, принадлежащих к роду священников. Благословение проводят от древности до наших дней — «да благословит тебя Господь и сохранит тебя! да призрит на тебя Господь светлым лицем Своим и помилует тебя! да обратит Господь лице Свое на тебя и даст тебе мир!» (Чис. 6:24—26), исключительно на еврейском библейском языке[12]. Перед этим потомки священников снимают обувь, моют руки, накрываются, возносят руки и разводят пальцы рук, благословляя.

### Ислам
Баракат в исламе. Благословением начинает день мусульманин и сопровождает повседневные дела. Обычно слово барака («благословение»), наряду со словами салям алейкум («мир вам»), входит в повседневные взаимные приветствия жителей мусульманских стран. Чтение первой суры Корана «Аль-Фатиха» также рассматривается верующими как благословение.

## Индуизм
Индуистские пуджи («богослужения») обычно имеют одну из важнейших целей — привлечь благословения на участников этих ритуальных действий. Для этого используются мантры, служения со светильниками (аарти) у ликов Вишну и его аватар, а также Лакшми, Шивы и других дэвов.

## Буддизм
В буддизме как благословенное рассматривается бытие, лишённое страстей и ненависти. Благословляют буддисты словами на санскрите сарва мангалам («да будет благо всем»). Существуют обряды (прежде всего это чтение сутр — Слова Будды), призванные призвать благословение на участвующих в этих обрядах.

## В национальной обрядности

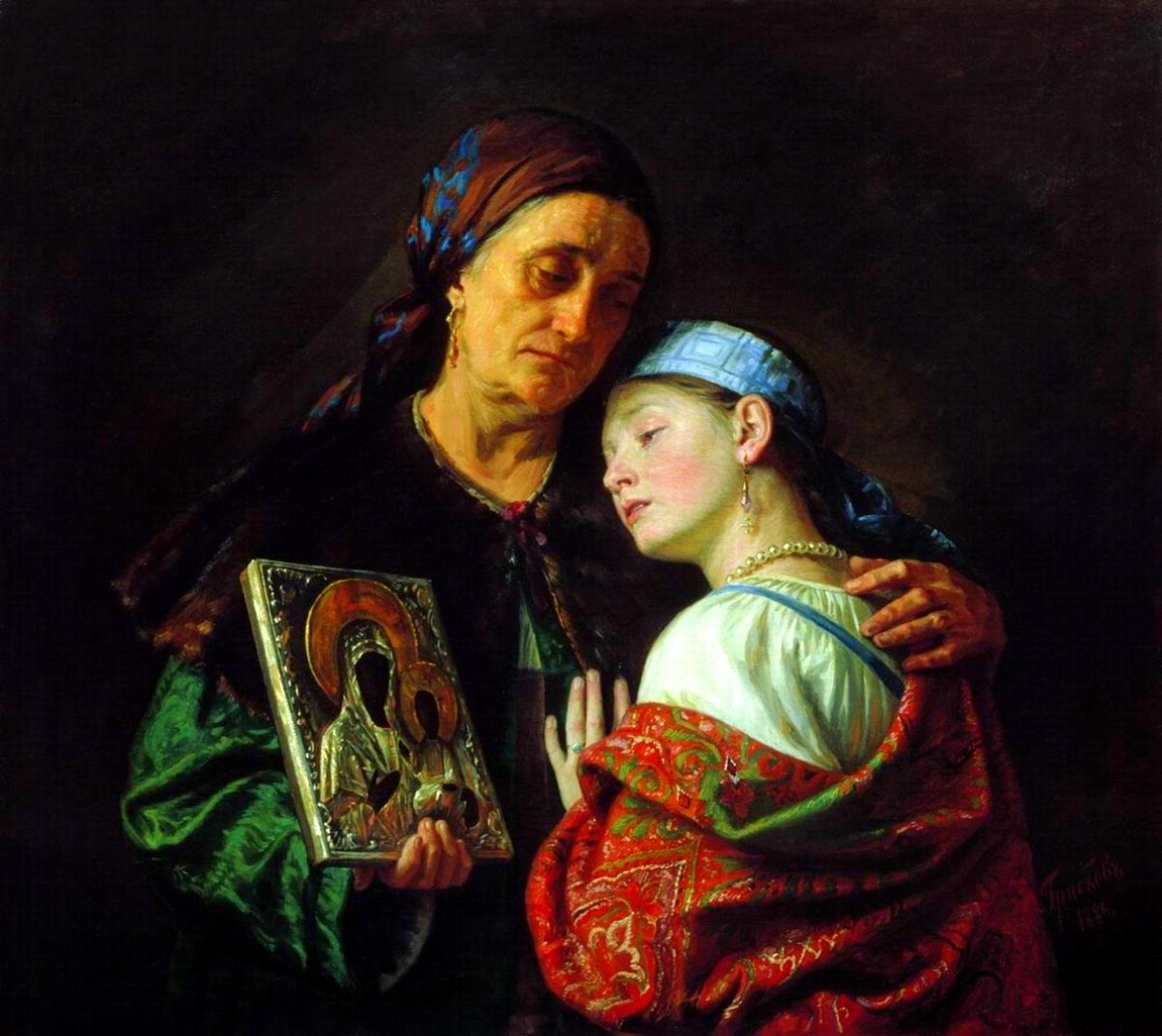
«Благословение на свадьбу»,
С. И. Грибков, 1886 год

У славянских народов никакое важное событие семейного или хозяйственного характера не могло состояться без благословения священника и отца-матери, или хозяина в хозяйстве.
Особенно важную роль играет благословение в свадебной обрядности, которое в ней повторяется несколько раз и все в очень торжественной форме. Первое благословение происходит обычно в доме жениха, когда к нему приходят старосты, чтобы потом идти сватать девушку. На Уманщине это благословение так происходило:
«Мать берёт хлеб, застромляемо у него кусочек соли, а отец поднимает со стены образы. Оба они становятся у стола, или посреди комнаты, или садятся так, чтобы отец был справа, а мать слева. Парень становится перед ними на колени и говорит отцу:
— Благословите, отец!
— Благословите во второй раз!
— Благословите в третий раз!
Отец каждый раз отвечает:
— Пусть тебя Бог благословит! И крестит его образом.
Парень каждый раз встаёт, целует образ и отца в руку, а отец и мать целуют его в голову. Затем они меняются местами и отец берёт хлеб, а мать образ, и церемония повторяется снова трижды.
Иногда образ кладут на стол, а благословят хлебом». (Мф. Укр. ЭВН., НОШ. XIX, 153).